# Фехтование на летних Олимпийских играх 1924
Соревнования по фехтованию на летних Олимпийских играх 1924 года проводились среди мужчин и женщин. В них участвовало 240 спортсменов из 23 стран. Это был первый случай в истории Олимпийских игр, когда женщины приняли участие в соревнованиях по фехтованию.

## Общий медальный зачёт
| Место | Страна         | Золото | Серебро | Бронза | Всего |
| ----- | -------------- | ------ | ------- | ------ | ----- |
| 1     | Франция        | 3      | 3       | 0      | 6     |
| 2     | Бельгия        | 1      | 2       | 1      | 4     |
| 3     | Венгрия        | 1      | 1       | 2      | 4     |
| 4     | Дания          | 1      | 0       | 1      | 2     |
| 4     | Италия         | 1      | 0       | 1      | 2     |
| 6     | Великобритания | 0      | 1       | 0      | 1     |
| 7     | Нидерланды     | 0      | 0       | 1      | 1     |
| 7     | Швеция         | 0      | 0       | 1      | 1     |

## Медалисты

### Мужчины
| Дисциплина                  | Золото | Серебро | Бронза |
| --------------------------- | --- | --- | --- |
| Шпага Личное первенство     | Шарль Дельпорт Бельгия | Роже Дюкре Франция | Нильс Хельстен Швеция |
| Шпага Командное первенство  | Франция · Люсьен Годен · Жорж Бюшар · Роже Дюкре · Андре Лабатю · Робер Лиоттель · Александр Липпманн · Жорж Тентюрье                             | Бельгия · Поль Анспах · Леон Том · Эрне Жевер · Жозеф де Краэкер · Фернан де Монтиньи · Шарль Дельпорт                         | Италия · Джулио Баслетта · Марчелло Бертинетти · Джованни Канова · Винченцо Кучча · Оресте Морикка · Виргилио Мантегацца         |
| Рапира Личное первенство    | Роже Дюкре Франция | Филипп Катьо Франция | Морис ван Дамм Бельгия |
| Рапира Командное первенство | Франция · Люсьен Годен · Филипп Катьо · Жак Кутро · Роже Дюкре · Андре Лабатю · Анри Жобье · Ги де Люж · Жозеф Перото                             | Бельгия · Дезире Борен · Шарль Краэ · Фернан де Монтиньи · Морис ван Дамм · Марсель Берре · Альберт де Роокер                  | Венгрия · Шандор Пошта · Эдён Терстьянски · Золтан Шенкер · Ласло Берти · Иштван Лихтенекерт                                     |
| Сабля Личное первенство     | Шандор Пошта Венгрия | Роже Дюкре Франция | Янош Гараи Венгрия |
| Сабля Командное первенство  | Италия · Ренато Ансельми · Гвидо Бальцарини · Марчелло Бертинетти · Бино Бини · Винченцо Кучча · Оресте Морикка · Оресте Пулити · Джулио Саррокки | Венгрия · Шандор Пошта · Эдён Терстьянски · Йенё Ухьярик · Йожеф Ради · Золтан Шенкер · Ласло Сецхи · Ласло Берти · Янош Гараи | Нидерланды · Хендрик Схерпенхёйзен · Адрианус де Йонг · Йетзе Дорман · Ян ван дер Вил · Мартен ван Дюлм · Хенри Вейнолди-Даниэлс |

### Женщины
| Дисциплина               | Золото            | Серебро                     | Бронза               |
| ------------------------ | ----------------- | --------------------------- | -------------------- |
| Рапира Личное первенство | Эллен Осиер Дания | Глэдис Дэвис Великобритания | Грете Хекксхер Дания |